# Loppa
Loppa è un comune norvegese della contea di Finnmark.
Loppa è il 343° comune più popoloso della Norvegia con una popolazione di 864 abitanti. La densità di popolazione del comune è di 1,3 abitanti per chilometro quadrato (3,4/sq mi) e la sua popolazione è diminuita del 15,9% negli ultimi 10 anni.  
La maggior parte delle persone vive nel villaggio di Øksfjord, ma le comunità più piccole sono sparse lungo le coste e le isole, in particolare Nuvsvåg, Sandland, Bergsfjord, Brynilen e l'isola di Loppa. Quest'isola era in precedenza il centro amministrativo del comune (da cui il nome).
Il comune di Loppen (in seguito Loppa) fu istituito il 1º gennaio 1838. Nel 1858, la parte settentrionale di Loppa sull'isola di Sørøya e la maggior parte di Loppa sull'isola di Stjernøya (popolazione: 506) furono separate per formare la nuova municipalità di Hasvik. Questo ha lasciato Loppa con 801 residenti.
Il 1º gennaio 2020 il comune è entrato a far parte della neonata contea di Troms og Finnmark. In precedenza, aveva fatto parte dell'antica contea di Finnmark.  Il 1º gennaio 2024, la contea di Troms og Finnmark è stata divisa e il comune è tornato a far parte della contea di Finnmark.
l comune prende il nome dall'isola di Loppa (in norreno: Loppa), poiché era l'antico centro del comune e la prima chiesa si trovava lì. Il significato del nome è incerto, tuttavia si dice che sia di origine norrena.  Storicamente, il nome del comune era scritto Loppen.
Loppa è il comune più occidentale del Finnmark e si affaccia sul tratto aperto del Mar di Norvegia ed è per lo più costiero con fiordi e isole. Ci sono anche diverse isole nel comune, in particolare Loppa, Silda e parte di Stjernøya. I monti Lopptinden e Svartfjellet si trovano entrambi nel comune insieme ai ghiacciai Langfjordjøkelen, Øksfjordjøkelen e Svartfjelljøkelen. Il punto più alto del comune è la montagna Øksfjordjøkelen, alta 1.191 metri (3.907 piedi). 
La Chiesa di Norvegia ha una parrocchia (sokn) all'interno del comune di Loppa. Nel medioevo Loppa era una parrocchia propria, con tracce di un'antica chiesa nel villaggio di pescatori di Yttervær, sull'isola di Loppa.